# Pugilato ai I Giochi giovanili dell'Asia dell'est
Le competizioni di pugilato ai I Giochi giovanili dell'Asia dell'est si sono svolte dal 17 al 19 agosto 2023 a Ulan Bator, in Mongolia.

## Podi

### Ragazzi
| Evento     | Oro                     | Argento           | Bronzo                  |
| 46–48 kg   | Mo Changning            | Jo Hyeonwoo       | Tuvshinzaya Otgonbayar  |
| 46–48 kg   | Mo Changning            | Jo Hyeonwoo       | Ryota Ajiki             |
| 48–51 kg   | Zhang Hanrui            | Tugsbileg Enkhtur | Jin Juan                |
| 48–51 kg   | Zhang Hanrui            | Tugsbileg Enkhtur | Jo Oikawa               |
| 51–54 kg   | Oyun-Erdene Enkhsaikhan | Huang Jiahao      |                         |
| 51–54 kg   | Oyun-Erdene Enkhsaikhan | Huang Jiahao      |                         |
| 54–57 kg   | Fuma Kumamoto           | Zhu Jinda         | Lin Yi-cheng            |
| 54–57 kg   | Fuma Kumamoto           | Zhu Jinda         | Munkh-Erdene Erdenebold |
| 57–60 kg   | Shoma Okumura           | Moon Gyubin       | Fu Lyucheng             |
| 57–60 kg   | Shoma Okumura           | Moon Gyubin       | Altangerel Uuganbayar   |
| 60–63.5 kg | Han Jiachao             | Baasandash Ulemj  | Lee Minjae              |
| 60–63.5 kg | Han Jiachao             | Baasandash Ulemj  | Keisuke Akimoto         |
| 63.5–67 kg | Ryuki Waga              | Park Seonghun     | Daerhan Nuerheman       |
| 63.5–67 kg | Ryuki Waga              | Park Seonghun     | Ochirdari Batzaya       |

### Ragazze
| Evento   | Oro          | Argento            | Bronzo                |
| 48–51 kg | Liu Qianfang | Saruul Batsaikhan  | An Subin              |
| 48–51 kg | Liu Qianfang | Saruul Batsaikhan  | Chi Ya-chen           |
| 52–54 kg | Xu Rong      | Miku Oikawa        | Wang Tsai-wei         |
| 52–54 kg | Xu Rong      | Miku Oikawa        | Nomundari Enkhamgalan |
| 57–60 kg | Li Qianwei   | Gerelsaikhan Davaa | Li Yi-chun            |
| 57–60 kg | Li Qianwei   | Gerelsaikhan Davaa | Park Hyeji            |